# TTV Unicum
TTV Unicum is een tafeltennisvereniging uit Geldrop. Het eerste herenteam komt uit in de eerste divisie van de NTTB.

## Geschiedenis
Het ontstaan van de vereniging vond zijn oorsprong op 15 april 1987. Toen besloten de leden van de twee Geldropse verenigingen Achilles en TTV Geldrop unaniem om een fusie aan te gaan.
Er werd een nieuwe vereniging opgericht die de naam UNICUM kreeg.
De naam Unicum is gekozen omdat het gebouw dat tot tafeltenniscentrum is omgebouwd Unicum heette,
én omdat het in de Geldropse geschiedenis niet vaak voorgekomen is dat er een fusie is ontstaan tussen twee sportverenigingen: een UNICUM dus.

##### Herkomst leden
De leden van de vereniging komen vooral uit Geldrop, maar daarnaast zijn ook mensen uit Heeze, Nuenen, Mierlo en Eindhoven lid. De vereniging telt ongeveer 125 leden. Omdat de vereniging sinds medio 2008 een jeugdopleiding deelt met TTV Valkenswaard, komen er ook jeugdleden uit Valkenswaard en omgeving.

## Bekende (oud-)leden
- Dennis van Boven
- Leon van Boven
- Peter van Iwaarden
- Jonah Kahn
- Martijn van de Leur
- Paul van de Leur
- Tomi Santic